# Morita-terápia
A Morita-terápia a klinikai pszichológia egyik ága, amelyet erősen befolyásolt a zen buddhizmus. Kifejlesztőja Morita Maszatake (1874-1938), aki Sigmund Freud kortársa volt.  A Dzsikei Egyetem és Gyakorló Kórház pszichiátriai osztályának vezetőjeként Morita fejleszteni kezdte a saját módszereit, mialatt sinkeisicu-ban (tipikus japán ideggyengeség) szenvedőkkel foglalkozott, és azokkal a hipochonderekkel, akik a szorongás tüneteit is mutatták. Morita fogalmazta meg a pszichoterápiás elveket Japánban a neurotikus hajlamokra, abban az időben, amikor Sigmund Freud felfedezte a tudatalattit és Carl Jung az archetípusok fejlődését.

## Az alapkoncepció
A Morita-terápia egyszerűen kimondja „hagyd, hogy a természet végezze a dolgát” illetve „tedd, amit tenned kellene”.
„Hagyd, hogy a természet végezze a dolgát” azt jelenti, hogy el kell fogadnunk és alkalmazkodnunk kell a természet törvényeihez. Szemben a kínzó gondolatokkal, nem kell sem kontrollálnunk, sem megkérdőjeleznünk ezeket a törvényeket. Ez csak intenzívebbé teszi azt, hogy még érzékenyebbek legyünk a fájó gondolatokkal szemben. Ahhoz, hogy teljesen megértsük ezt a gondolatot, tudnunk kell mi is igazából az, hogy „természet”. Tudjuk, hogy vannak ragyogó, borús napok és éjjelek – teli, és félholddal. Ez a természet. Mielőtt megjelent volna az ember, ez már akkor úgy volt. Ezt a tényt nem lehet megváltoztatni akarattal, csak elfogadhatjuk, és tiszteletben tarthatjuk így nyugodtak lehetünk. Ha nem, csak bajba és kétségekbe sodorjuk magunkat.
„Tedd, amit meg kell tenned” azért van, hogy ellenálljunk a fájdalomnak miközben tesszük amit kell, hogy ne állítsanak meg a gyötrő gondolatok, amiken gondolkodva elvesztetjük napjainkat. Másképp mindig visszaesünk a megszállottság, és a kínzó gondolatok ingoványos talajára, miközben képtelenek vagyunk arra, hogy segítsünk magunkon. A tünetektől nem lehet görcsösen megszabadulni, de hagyni kell, hogy egyszerűen megtörténjen, átlendüljön rajta az ember.
Ha a két irányelvet sikeresen teljesítjük – elfogadás, tett – a tünetek alapjaiban fognak megszűnni.

## A Morita-terápia négy fázisa
A Morita-terápiát úgy fejlesztették, hogy alkalmas legyen egy idegrendszeri betegség kezelésére, amit Morita úgy definiált, mint sinkeisicu. Ez a betegség sokszor vonz magával hipochonderséget és perfekcionizmust.
Morita ajánlott egy négy-lépéses terápiát, mely a következőket tartalmazza:
- 1: Elszigetelés és nyugalom
- 2: Foglalkozási terápia (könnyített)
- 3: Foglalkozási terápia (nehezített)
- 4: Összetett tevékenységek[3]

A Morita-terápiát tekinthetjük úgy is, mint a re-szocializáció egy formáját, amely magában hordozza a szociális befolyásoltság folyamatát.

## A Morita-terápia nyugaton
Morita Shoma úttörő munkáját először Japánban publikálták 1928-ban. A terápiának ebben az időszakban volt a legnagyobb hatása a japán kultúrára. Morita Therapy Methods (MTM) néven vált ismertté nyugaton, és amely elkezdett alkalmazkodni a nyugati gondolkodáshoz, és kultúrához.
Így például az eredeti Morita-kezelés során a páciens az első egy hetét egy elszigetelt szobában tölti mindenféle külső inger megszüntetésével. Nincs könyv, televízió, nincs más terápiás eszköz azon túl, hogy egyedül van hagyva a beteg a saját gondolatival. A mai világ szemléletébe azonban nem fér bele egy ősi bölcsesség, amelyben az emberek, akik tanulni szeretnének és a kihívásokkal szembenézni az életükben, miközben azért fizetnek, hogy egyedül üljenek egy kórházi ágyon egy héten keresztül. Éppen ezért az MTM metodika meg lett változtatva de úgy, hogy az alapvető elvek megmaradjanak. Az MTM nem egy csodaszer, személyes elkötelezettséget és tettet követel meg magának. Ez a terápiás módszer egyfajta keveredése a keleti módszereknek, amelyet a nyugati gondolkodásmódra kezdtek el használni, és segítenek a páciensnek megtalálni és használni a belső erőt magukban, ami lehetővé teszi, hogy határozott változásokat hozzanak az életükbe, miközben további kutatásokat végezzenek, hogy tisztázhassák magukban életük döntéseit és irányát, ami a mai nyugati társadalomban egyre inkább szükséges.
A sinkeisicu koncepcióját szintén átvették a nyugaton nemcsak, mint a szorongás egy pszichológiai formája, hanem mint életszituációk, melyekben a modern nyugati ember is találhatja magát, melyek gyakran járnak együtt stresszel és fájdalommal (fizikai, mentális, vagy mindkettő), és az azt követő traumával.

## A mögöttes filozófia
A Morita-terápia közvetlenül hívja fel a páciens figyelmét arra, hogy mit hoz a valóság – a jelenre fókuszálni, miközben nem reagáljuk túl a dolgokat. Az egyszerű elfogadás kell ahhoz, hogy érzékelhessük mit is kell tennünk. A legtöbb terápiás módszer arra törekszik, hogy csökkentse a tüneteket, és egyesével küzdje le ahelyett, hogy megszüntetné az alapproblémát. A Morita-terápia felépít egy karaktert, hogy az végül sikeresen küzdje le a mindennapi akadályokat, a természetes félelmet, és kívánságokat. A „karaktert” meghatározza a viselkedésünk az élet minden területén. Törvényszerű, hogy az összedőlt, merev vágyakat, és gátakat felcserélhetjük rugalmas, alkalmazkodó gondolatokra. A döntéseink megalapozottá válnak, amiket nem az érzelmeink folyása befolyásol.
A Morita terápiában a személyiség annak függvényében fejlődik, hogy tudatossá tesszük magunk számára, mi a kontrollálható, és mi az, ami tőlünk független. Tudni mit kell tenni a szituációban, mi az, ami elvárt egy élethelyzetben. Felismerni a kapcsolatot a tömeg-, és önérvényesítés között az eredményes élethez és önmegvalósításhoz. A személyiségünket úgy kell fejleszteni, hogy én-központúságtól haladjunk a tudatosság felé. Az érzelmeknek pedig nem szabad feltétlen alávetünk magunkat, bár kétségtelen, hogy egy igen gazdag és értékes információforrása az embernek, amire egész életében szüksége van.
Az építő tevékenységet azonban elvonatkoztatják a pszichiáterek az érzelmektől, és a tünetektől. A páciens kizárólag arra fókuszálhat mi az, amit az adott pillanatban meg kell tennie.
„Megpróbálni kontrollálni az érzelmeinket, és szándékosan manipulálni őket olyan, mint megpróbálni választani egy számot az el eldobott kockán, vagy visszafordítani a Kamo folyását. Persze a végén ezzel súlyosbítják a gyötrelmüket, és az elviselhetetlen érzéseiket az elbukásuk következtében”. —Soma Morita, M.D.
Végső soron Morita sikeres diákjai és páciensei megtanulják elfogadni az élet, gondolatok és érzelmek folyását ezen a földön, és kontrollálni mindezeket a pillanatért. Ez a gyógymód nem enyhíti a kellemetlenségeket, és nem hozza el az „ideális” állapotot, ha a páciens nem tesz érte komoly lépéseket. A végén egy olyan személyiség bontakozhat ki, amely nem rabja a gondolatainak, vágyainak, egyetlenegy érzelmi állapotának sem.

## Fordítás
- Ez a szócikk részben vagy egészben  a   Morita Therapy című angol Wikipédia-szócikk ezen változatának fordításán alapul.  Az eredeti cikk szerkesztőit annak laptörténete sorolja fel. Ez a jelzés csupán a megfogalmazás eredetét és a szerzői jogokat jelzi, nem szolgál a cikkben szereplő információk forrásmegjelöléseként.